# Tripartite Gold Commission
Die Tripartite Commission for the Restitution of Monetary Gold, kurz: Tripartite Gold Commission (TGC) war eine Einrichtung der drei Siegerstaaten Vereinigtes Königreich, Frankreich und Vereinigte Staaten in Brüssel, die im September 1946 gegründet und beauftragt wurde, das vom Deutschen Reich entführte oder geraubte Währungsgold (ca. 337 Tonnen) an die Ursprungsländer zurückzugeben.
Dabei wurde nicht nur das in Deutschland vorgefundene Gold (wie z. B. in Merkers, bei Reichsbankfilialen oder im Goldzug aus Ungarn), sondern vor allem Restitutionen aus den neutralen Ländern verwendet, die während des Krieges als Handelspartner des Reichs Zuflüsse verzeichnet haben. Diese mit der Kommission ausgehandelten Restitutionen umfassten einen Teilbetrag der erfolgten Zahlungen. Der Name könnte mit Dreiländerkommission zur Rückerstattung von Währungen in Gold übersetzt werden.
Mit der Schweiz, Schweden und Spanien wurden bis 1948 Abkommen darüber geschlossen, in denen diese sich bereit erklärten, sehr erhebliche Beträge zurückzugeben. Das Washingtoner Abkommen 1946 über 58,1 Millionen US-$ mit der Schweiz ist dafür ein Beispiel. Im Gegenzug wurden diese Staaten, ihre Banken und Unternehmen wieder am binationalen bzw. internationalen Markt zugelassen und in den USA blockierte Guthaben freigegeben. Mit Portugal und Rumänien kam es bei den Verhandlungen zu keinem Vertrag.
Aus dem Gesamtvolumen an verfügbaren Raubgeldern bzw. -barren erhielten die Staatsbanken der Niederlande, Frankreichs, Österreichs 1947 globale Erstattungen etwa in Höhe von 65 % ihrer in den Verhandlungen anerkannten Verlusten zurück. Es folgten Erstattungen an Belgien, Griechenland, Italien und Luxemburg. Die Ansprüche der osteuropäischen Staaten (Tschechoslowakei, Polen und Jugoslawien) wurden erst in den 1970er und 1980er Jahren anerkannt und als letztes Land erhielt 1996 Albanien einen Teil des ihm zustehenden Goldes zurück (im Wert von ca. 60 Millionen US-$).